# Natalia Vía Dufresne
Natalia Vía Dufresne Pereña (Barcelona, 10 de junho de 1973) é uma velejadora espanhola, medalhista olímpica da classe 470 e Europa.

## Carreira
Natalia Vía Dufresne representou seu país nos Jogos Olímpicos de 1992, 2000, 2004 e 1996, na qual conquistou duas medalhas de prata na classe Europa e 470. 